# Концепція розвитку вугільної промисловості України
Концепція розвитку вугільної промисловості України - схвалена розпорядженням Кабінету Міністрів України від 7 липня 2005 р. N 236-р 
Концепція включає розділи:   
- 1. Загальні положення
- 2. Аналіз виробничого потенціалу галузі та прогноз його розвитку
- 3. Основні напрями реформування галузі
- 4. Мета і етапи реалізації Концепції
- 5. Механізм реалізації Концепції

Мета цієї  Концепції  -  забезпечення організації та розвитку вугільної  промисловості  для  максимально  можливого  задоволення потреб   держави   в   паливно-енергетичних  ресурсах  за  рахунок економічно обґрунтованого збільшення  обсягів  власного  видобутку вугілля.
Констатовано, що  в  структурі  світових запасів 
органічного палива на вугілля припадає 67 відсотків, на нафту - 18 
та   на  природний  газ - 15  відсотків.  В  Україні  ці показники 
становлять відповідно 95,4 відсотка,  2 і 2,6 відсотка.  Загальний 
обсяг запасів     вітчизняного     вугілля    становить    близько 
117,5 млрд тонн,   з   них  промислових   на   діючих   шахтах - 
6,5 млрд тонн, з яких майже 3,5 млрд тонн - енергетичне вугілля. 
Україна за  обсягами  видобутку  вугілля  належить  до першої 
десятки провідних країн світу, але значно поступається більшості з 
них   за   економічними  показниками  вугледобувного  виробництва. 
Продуктивність праці в декілька разів нижча  порівняно  з  Росією, 
Німеччиною,  Польщею і в десятки разів нижча,  ніж у США,  Канаді, 
Австралії,  Південно-Африканській Республіці.  Переважна більшість 
вугільних  шахт  та  розрізів є збиткові.  Рівень заробітної плати 
найнижчий серед  інших  галузей  паливно-енергетичного  комплексу, 
внаслідок  чого  на  підприємствах вугільної промисловості зростає 
дефіцит кадрів. 
На 2005 р. у вугільній промисловості функціонує 164 шахти 
і 3 розрізи. Протягом 1991-2004  років  виробнича потужність вугледобувних 
підприємств зменшилася з 192,8 млн до 91,5 млн тонн на рік. Майже 96  відсотків  шахт  понад  20   років   працюють   без реконструкції.  Дві  третини  основного стаціонарного устаткування 
відпрацювали нормативний строк експлуатації і потребують  негайної 
заміни.  Питома  вага  вугледобувних  механізованих  комплексів та 
прохідницьких комбайнів сучасного технічного рівня становить  лише 
третину,  а  нових навантажувальних машин і стрічкових конвеєрів - 
близько  15  відсотків.  На  шахтах,  що  розробляють  крутоспадні 
пласти, майже 60 відсотків загального обсягу вугілля видобувається 
з використанням відбійних молотків. 
У вугільній промисловості функціонують 167 вугледобувних підприємств 
різних форм власності, з них 93 відсотки державної власності. 
Основні напрями реформування галузі включають:
- приватизацію на    конкурсних    засадах    привабливих   для

інвестування шахт (розрізів), здатних забезпечити самофінансування 
подальшого розвитку; 
- приватизацію малопривабливих для інвестування шахт (розрізів)

як цілісних майнових комплексів на пільговій основі з  проведенням 
конкурсів програм їх розвитку. 
Найважливішою передумовою     формування     у      вугільній 
промисловості   ринкового  конкурентного  середовища  є  створення 
відкритого, прозорого внутрішнього ринку вугілля. 
Реалізація Концепції розрахована на три етапи:
- На першому   етапі  (2006-2010  роки)  буде  приділено  увагу

комплексному розв'язанню проблеми розвитку шахтного  фонду  шляхом 
його  відтворення  на сучасній технічній і технологічній основі та 
подальшого роздержавлення.  До 2010 року обсяг  видобутку  вугілля 
передбачається  збільшити до 90,9 млн тонн на рік,  а виробничих 
потужностей - до 105,8 млн тонн  на  рік.  Для  цього  необхідно 
ввести в експлуатацію виробничі потужності обсягом 17 млн тонн за 
рахунок завершення будівництва других  черг  на  трьох  шахтах,  а 
також реконструкції діючих вугледобувних підприємств. 
Це дасть  змогу задовольнити потребу національної економіки в 
енергетичному  вугіллі  за  рахунок  власного   видобутку.   Обсяг 
експорту енергетичного    вугілля    поступово    зменшиться    до 
5 млн тонн. 
- На другому етапі (2011-2015  роки)  передбачається  збільшити

обсяг вуглевидобутку до 96,5 млн тонн, а виробничих потужностей - 
до 112,2 млн тонн на рік. 
Для цього   необхідно   ввести   в   експлуатацію   виробничі 
потужності обсягом 8,8 млн тонн за рахунок завершення будівництва 
трьох нових шахт,  які були закладені до 2001 року, та продовження 
реконструкції    діючих   вугледобувних   підприємств.   З   метою 
підтримання позитивної динаміки  розвитку  виробничих  потужностей 
необхідно з 2011 року здійснити закладення чотирьох нових шахт. 
- На третьому  етапі  (2016-2030 роки) з урахуванням позитивної

динаміки попереднього десятиріччя як в економіці держави в цілому, 
так  і  у  вугільній промисловості зокрема обсяг видобутку вугілля 
повинен бути збільшений у 2030 році до 112 млн тонн на рік. Обсяг 
виробничих   потужностей  на  кінець  періоду,  що  розглядається, 
повинен зрости до 124,4  млн тонн  на  рік  при  коефіцієнті  їх 
використання 90 відсотків.